# Quaestor Augusti
Een quaestor Augusti schreef én las de toespraken van de keizer aan de Senaat voor.
Het was een zeer invloedrijke positie in de keizerlijke magistratuur, want de quaestor Augusti kon nuances aanbrengen in de toespraken van de keizer. Hij werd dan ook aangeduid door de keizer zelf. Bovendien werden alle quaestors na hun ambtstermijn opgenomen in de senaat. Het ambt vormde dus een springplank naar een politieke carrière.